# Transilvanian Hunger
Transilvanian Hunger (с англ. — «Трансильванский Голод») — четвёртый студийный альбом норвежской блэк-метал-группы Darkthrone, вышедший в 1994 году.
В 2017 году журнал Rolling Stone поставил Transilvanian Hunger на 85-е место в своём списке «100 величайших метал-альбомов всех времён».

## Об альбоме
Transilvanian Hunger — первый альбом, который был записан без участия гитариста Зеферуса.
Вся инструментальная часть альбома сочинена и записана ударником Фенризом дома на четырёхдорожечный магнитофон зимой 1993 года. Вокал Ноктурно Культо был добавлен в 1994 году. Тексты песен № 1—4 написаны Фенризом, № 5—8 — Варгом Викернесом.
На обложке изображён Фенриз с канделябром. Эта фотография схожа с обложкой альбома Live in Leipzig группы Mayhem.

## Список композиций
| №                   | Название                        | Длительность |
| ------------------- | ------------------------------- | ------------ |
| 1.                  | «Transilvanian Hunger»          | 6:09         |
| 2.                  | «Over fjell og gjennom torner»  | 2:29         |
| 3.                  | «Skald av Satans sol»           | 4:28         |
| 4.                  | «Slottet i det fjerne»          | 4:45         |
| 5.                  | «Graven tåkeheimens saler»      | 4:59         |
| 6.                  | «I en hall med flesk og mjød»   | 5:12         |
| 7.                  | «As Flittermice as Satans Spys» | 5:55         |
| 8.                  | «En ås i dype skogen»           | 5:03         |
| Общая длительность: | Общая длительность:             | 39:00        |

## Участники записи

### Darkthrone
- Fenriz — ударные, гитара, бас, лирика (композиции 1-4)
- Nocturno Culto — вокал

### Другие
- Варг Викернес — лирика (композиции 5-8)